# Liu Yang (gimnasta)
Liu Yang (en xinès: 刘洋; nascut el 10 de setembre de 1994) és un gimnasta xinès. Va formar part dels equips nacionals xinesos que van participar en els Campionats Mundials de Gimnàstica Artística de 2014 i 2015 i als Jocs Olímpics de Rio de Janeiro 2016, on va guanyar medalla de bronze en la competició per equips.
A Nanning 2014, va obtenir l'or en l'esdeveniment per equips i en les anelles. A l'any següent, va ajudar al seu equip — amb 15.766 punts en les anelles— a obtenir el bronze en el concurs complet del Campionat Mundial. A més va guanyar el bronze en les anelles.